# Le Sexe du savoir
Le Sexe du savoir est un livre écrit par Michèle Le Dœuff et publié en 1998 et réédité en 2023. Cet essai se place dans la continuité de L'Étude et le Rouet, publié en 1989, poursuivant la réflexion de la philosophe sur la place des femmes dans les milieux et traditions savantes, entre sous-représentation et sexuation des représentations du savoir.

## Résumé
L'ouvrage fait une analyse historique des mythes et images ayant déterminé l'imaginaire collectif au sujet du rapport des femmes au savoir.
Une première partie s'attache aux origines du concept d'intuition en montrant comment  le mythe d'une « intuition féminine » fut attribué aux femmes à partir du moment où son caractère de faculté supérieure sous Platon et Descartes fut dévalué et remplacé par une vision hégellienne d'un simple discours discursif, une tendance forte étant de lier les femmes à une faculté déficiente de raisonnement.
La seconde partie traite de « l'intimidation cognitive » et du refus que les femmes accèdent au savoir et pensent de façon critique et indépendante. L'interdit, matérialisé notamment par l'idée que les femmes qui pensent y perdraient leur féminité, aboutit à un autre mythe selon lequel il n’existerait pas de femmes savantes.
La troisième partie fait une critique de thèses de l'épistémologie féministe affirmant que la science serait un projet masculin de domination d'une nature vue féminine en s'appuyant sur une mauvaise interprétation des écrits du philosophe Francis Bacon.
Elle se conclut par une étude des liens entre les écrits d’Harriet Taylor et ceux de John Stuart Mill, d'où la philosophe énonce deux grands principes – politique et intellectuel – d'un « masculinisme » qui viserait à contrôler les droits des femmes et les exclure de la pensée rationnelle.

## Historique
Le livre est publié en 1998 chez l'éditeur Aubier, puis réédité en 2023 par ENS éditions.

## Portée
L'ouvrage est traduit en anglais en 2004. Il est régulièrement cité dans la littérature spécialisée. Son inscription au programme d'un concours de recrutement de futurs chercheurs pour l'année 2024 atteste sa transformation en classique des sciences humaines.